# Gőzmozdony

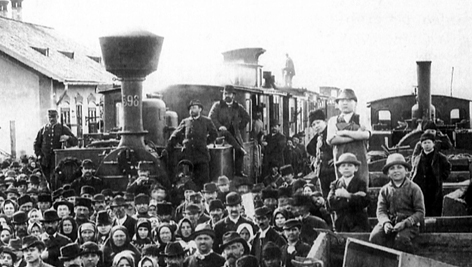
A székelygőzös megérkezése Udvarhelyre 1888. március 15-én

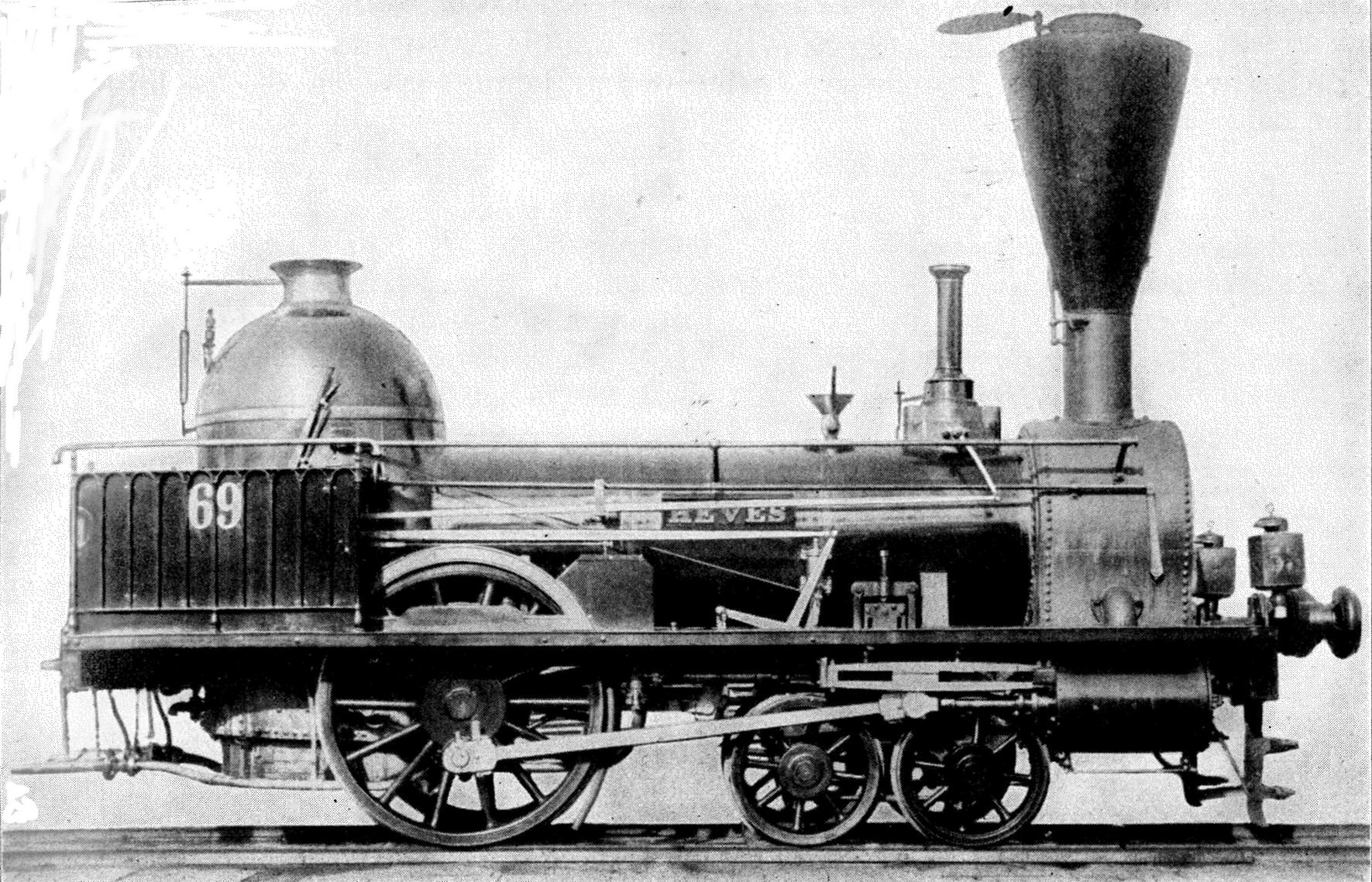
Az első magyarországi gőzmozdonyok egyike

A gőzmozdony a vasutakon első ízben használt géperejű vontatójármű, precízebben a gőzmozdony vontatott járművek (vasúti kocsik) továbbítására szolgáló vasúti vontatójármű.
Erőgépe egy gőzgép, amelynek működtetéséhez szükséges gőzt a jármű kazánjában állítják elő. A kazán fűtéséhez szükséges tüzelőanyagot (általában kőszén, ritkábban fa, vagy fűtőolaj) és a kazántápvizet a mozdony a járműre épített tartályokban (szertartályos gőzmozdony), vagy a mozdonyhoz kapcsolt külön szerkocsiban (szerkocsis gőzmozdony) viszi magával. A kazánban termelt gőz energiáját a gépezet gőzhengerei alakítják mechanikai munkává. A gőzhengerek táplálása, illetve a bennük lejátszódó munkafolyamat alapján beszélhetünk csak frissgőzzel táplált ikergépezetű, vagy a gőz nyomását két lépcsőben (a nagy- és a kisnyomású hengerekben) felhasználó, osztott expanziójú, vagy kompaund gépezetről. Magyarországon 1959-ig gyártottak gőzmozdonyokat és 1984-ben vonták ki őket a menetrend szerinti vasúti forgalomból. Azóta csak nosztalgiavonatok élén közlekednek.

## A gőzmozdony feltalálói
- Richard Trevithick (1804)
- Timothy Hackworth (1808)
- John Blenkinsop (1812)
- William Hedley (1813)
- George Stephenson (1814)

Gőzmozdony gépezete Heusinger-Walschaert rendszerű vezérművel, működés közben.
Jelmagyarázat: 1: lengőív, 2: ellenforgattyú, 3: tolattyúvonórúd, 4: elősietési összekötőrúd, 5: keresztfej, 6: tolattyú, 7: gőzhenger, 8: kormányvonórúd

Az ipar végül a Stephenson által épített mozdonyok mellett döntött.

## Szerkezete
A gőzmozdony szerkezeti elemeit három fő csoportba lehet felosztani, melyek a következők:
1. Mozdonykazán, amelyben a tüzelőanyag égése során felszabaduló hőenergia átadása történik a kazánvízbe, majd az abból gőz fejlődik.
2. Mozdonygépezet, amiben a vízgőz hőenergiája mechanikai munkává alakul át.
3. Mozdonyfutómű, ami a jármű haladását teszi lehetővé, és az egyes szerkezeti részeket alátámasztja és összetartja.

### Mozdonykazán
A mozdonykazán az állókazánból (1) és az ahhoz csatlakozó henger alakú hosszkazánból (2) és az állókazánba erősített tűzszekrényből áll. A tűzszekrény (3) alsó részén helyezik el a rostélyt (4), amin a tüzelőanyag elégetése történik. Az égésnél keletkező salak befogadására, valamint az égést tápláló levegő bevezetésére a rostély alá erősített hamuláda (5) szolgál.
Az égésnél keletkező füstgázok a hosszkazánban elhelyezett füstcsöveken (6) a hosszkazán folytatását képező füstszekrénybe (7), majd onnan a kéményen (8) át a szabadba jutnak. A tűzszekrényt és a füstcsöveket a kazánvíz veszi körül, ami az égésnél felszabadult hő egy részét átveszi.
A mesterséges léghuzat létesítésére szolgál a füstszekrényben elhelyezett gőzfúvó (9). A gőzgépből távozó munkát végzett fáradt gőz a gőzfúvón és a kéményen át a szabadba áramlik, mialatt a füstszekrényben a léghuzathoz szükséges légritkítást hoz létre.
A kazánban termelt gőzt a hosszkazán felső részén elhelyezett gőzdómból (10) vezetik a gőzgéphez. A gőzszabályzó (11) megnyitásával a gőz csővezetéken (12) jut el a gőzgéphez, miközben a túlhevítő berendezésen (13) is áthalad.

### Mozdonygépezet

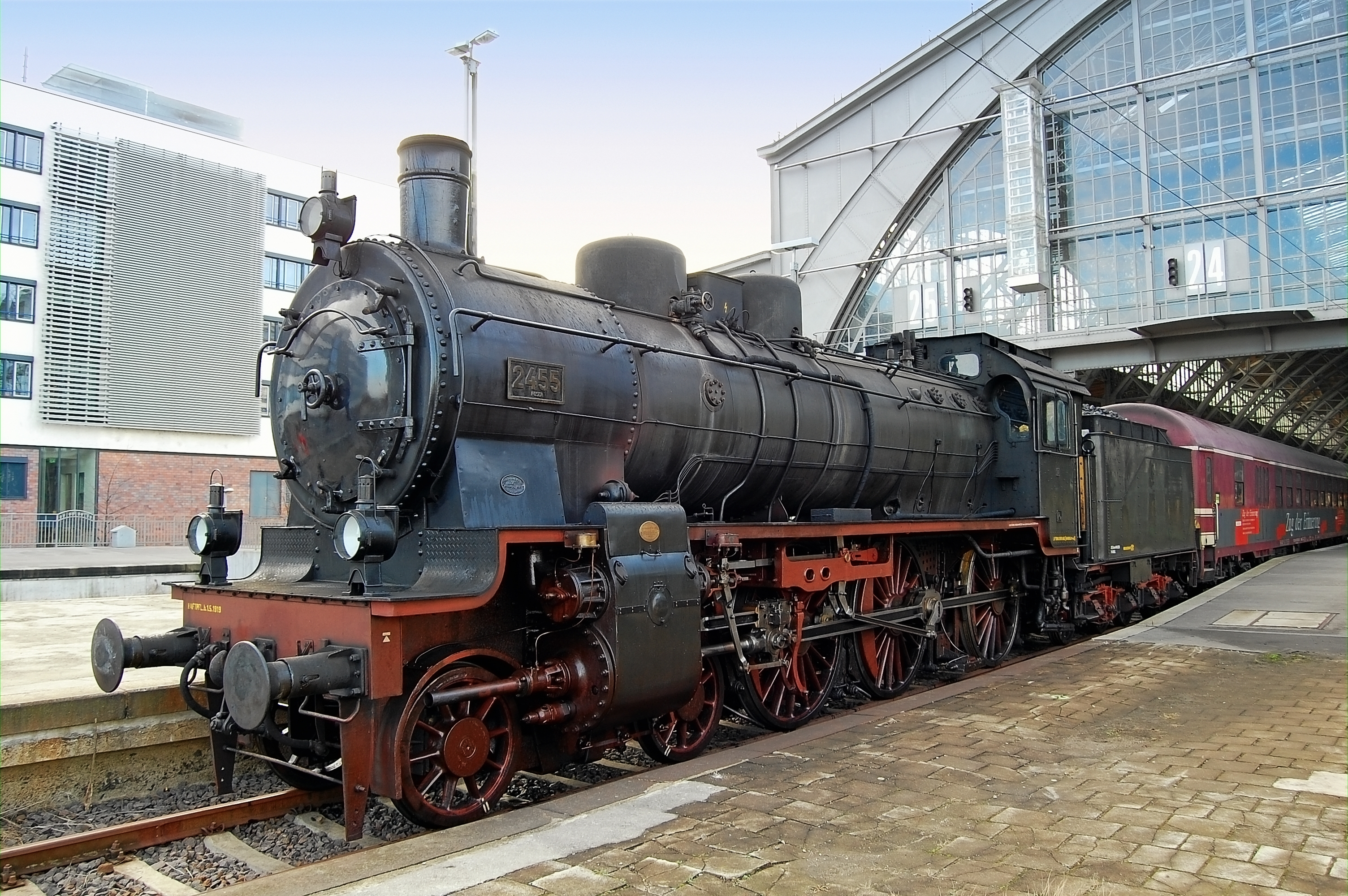
Porosz P 8 gőzmozdony

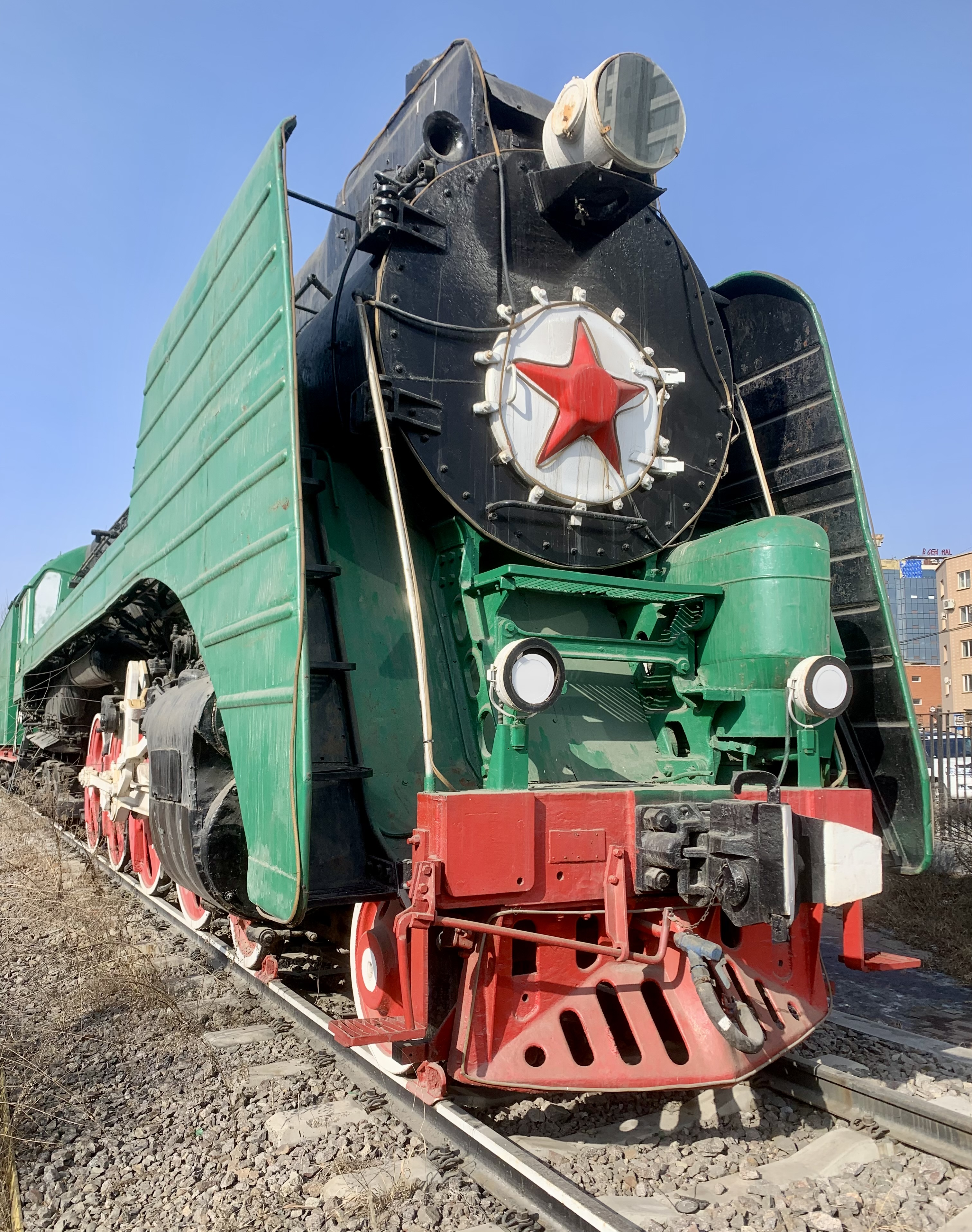
A mongol államvasút egykori П36 0228 típusú szovjet mozdonya

A mozdony két oldalán elhelyezett gépezet fő részei a gőzhenger (14) a benne mozgó dugattyúval (15), amit a keresztfejjel (16) a dugattyúrúd (17) köt össze. A vezetékek között mozgó keresztfej a dugattyú és a dugattyúrúd egyenes vonalú mozgását biztosítja.
A dugattyú a gőzhenger terét két részre osztja és mozgását a hengerterekbe bevezetett gőz nyomásának hatására végzi.
A gőznyomásból származó hajtóerőt a keresztfejhez kapcsolódó hajtórúd (18) továbbítja a forgattyú (19) segítségével a hajtott kerékpárhoz (20). A hajtórúd által hajtott kerékpárról a kapcsolt kerékpárokra (21) a mozgást a kapcsoló rudak (csatlók) (22) és a kapcsolt kerékpárok (23) forgattyúi viszik át. A gépezet által nem hajtott kerékpárok a futó kerékpárok (24).
A kazán gőzének (friss gőznek) a hengerterekbe, és a munkát végzett gőznek (fáradt gőznek) a szabadba bocsátását általában a tolattyú (25) végzi, egyes esetekben szelepes gőzgépet is alkalmaztak. A tolattyúkat vagy szelepeket a vezérmű (26) mozgatja.

### Mozdonyfutómű
A mozdonykazán és a gépezet a kereten (27) nyugszik. A keret a terhelést a hordrugók (28) útján adják a kerék-pároknak.
A gőzhenger dugattyúerejét a dugattyúrudat a hajtókerékkel összekötő, hajtó- és csatlórudakból álló forgattyús hajtómű alakítja forgatónyomatékká. A gőzmozdony sebességének szabályozása a gőzhengerek töltésének szabályozásával történik. A hajtógép karakterisztikája – töltésszabályozással – a vontatási követelményeknek jól megfelelő teljesítménytartó jellegű, így a hajtógép és a hajtókerekek között külön erőátviteli berendezésre nincs szükség.
A gőzmozdony általános elterjedését a viszonylag egyszerű szerkezet, a mozdony igénytelensége, megbízhatósága, túlterhelhetősége okozta.
A gőzmozdony legnagyobb hátrányai: az igen kicsiny energetikai hatásfok (~7%), a kis hatótávolság, az erősen szennyező üzem, a jelentős kezelési és fenntartási élőmunkaigény, valamint a kiszolgálószemélyzet nehéz fizikai igénybevétele.

## Történet
Az első magyarországi gyártású, a MÁVAG-ban készült gőzmozdonyt 1874. január 3-án állították üzembe. A gőzvontatás hivatalosan 1984-ben szűnt meg Magyarországon, bár alkalmi jelleggel jelenleg is alkalmazzák nosztalgiavonatok esetén. A napjainkra fennmaradt magyar gőzmozdonyok többsége Budapesten a Magyar Vasúttörténeti Parkban, illetve a szomszédságában lévő – látogatók előtt zárt – Istvántelki Főműhelyben található.

## Híres gőzmozdonyok
- Rocket – a legelső gőzmozdonyok egyike
- Flying Scotsman – azaz a repülő skót, több mint 160 km/h sebességet elérni képes legendás skót mozdony
- Union Pacific 4000 – becenevén Big Boy, a világ legnagyobb gőzmozdonya
- LNER A4 Mallard – a világ leggyorsabb gőzmozdonya
- 424-es sorozatszámú gőzmozdonyok – a legismertebb magyar gőzmozdonysorozat, a hazai ipar büszkesége.[6]

## Mozdonyhangok
Hangfelvételek dr. Károlyi Zsolt "füttyvadász" 1983-ban kiadott Magyar gőzmozdonyok (Hungarian Steam Locomotives) c. lemezéről (Hungaroton – SLPX 19213).
- 424,140-es pályaszámú gőzmozdony
- 424,353
- 375,678
- GySEV 124
- további mozdonyhangok[8]